# Барменки (Семушинское сельское поселение)
Барменки — опустевшая деревня в Зуевском районе Кировской области в составе Семушинского сельского поселения.

## География
Находится на расстоянии примерно 13 километров на запад от районного центра города Зуевка.

## История
Упоминается с 1802 года. В 1873 году отмечено было дворов 24 и жителей 254, в 1905 году — 54 и 394, в 1926 — 83 и 451. В 1950 году было учтено хозяйств 76 и жителей 280. В 1989 году учтено 4 жителя.

## Население
Постоянное население составляло 5 человек (русские 100 %) в 2002 году, 0 в 2010.